# Île aux Phoques
Die Île aux Phoques (französisch für Robbeninsel), auch bekannt als Phoque Island, ist eine felsige und 160 m lange Insel vor der Küste des ostantarktischen Adélielands. Sie ist die südlichste einer kleinen Gruppe von Inseln 160 m nördlich des Kap Margerie. 
Teilnehmer einer von 1949 bis 1951 dauernden französischen Antarktisexpedition nahmen eine Kartierung vor und benannten die Insel nach den hier zahlreich anzutreffenden Robben.